# Fink (informatica)
Fink è un progetto il cui obiettivo è il porting di programmi UNIX per la piattaforma macOS. Fink utilizza i sistemi di gestione dei pacchetti di Debian, dpkg e APT, e un proprio frontend, il programma fink stesso, implementato come un insieme di moduli Perl.

## Implementazione
Il progetto Fink comprende sia una distribuzione binaria per garantire un'installazione semplice e veloce, che una distribuzione basata su codice sorgente, per gli utenti che preferiscono una maggiore flessibilità. In aggiunta all'interfaccia da riga di comando per la gestione dei pacchetti, FinkCommander fornisce un front end al sistema di gestione dei pacchetti implementato da Fink. L'utente può configurare Fink in modo che utilizzi i pacchetti del ramo stabile o quelli del ramo instabile. Il ramo instabile in genere contiene le versioni più nuove dei programmi che fanno parte del ramo stabile.
Fink mantiene tutti i dati in un albero di directory che ha come radice /sw, piuttosto che usare /usr/local come specificato nello Standard di Gerarchia dei Filesystem (Filesystem Hierarchy Standard). In molti casi per rimuovere Fink e tutti i pacchetti installati nel sistema basta rimuovere semplicemente la directory /sw con tutte le sue sottodirectory.
L'uso di una directory separata dal resto del filesystem semplifica notevolmente la gestione dei pacchetti, in quanto aumenta l'affidabilità per i sistemi con molti pacchetti installati e riduce i conflitti con altri sistemi di gestione dei pacchetti.

## Storia
Il progetto Fink fu iniziato nel dicembre 2000 dall'hacker tedesco Christoph Pfisterer. Il termine Fink in tedesco significa fringuello ed è un riferimento implicito al sistema operativo Darwin che è alla base di macOS; ricordiamo infatti che Charles Darwin compì molti studi su questo tipo di uccelli.
Christoph Pfisterer abbandonò il progetto nel novembre del 2001; a partire da questa data molte persone si sono avvicendate nella gestione e nel mantenimento del progetto. Nel mese di marzo 2008, il progetto era gestito da 6 amministratori, 89 sviluppatori e da un comunità molto attiva.
La comunità Fink rilasciò il supporto per Mac OS X Tiger il 18 febbraio 2006 e il supporto per Mac OS X Leopard il 26 ottobre 2007, lo stesso giorno in cui la Apple Inc. rilasciò Leopard.